# Alfa Horologii
Alfa Horologii (α Horologii, α Hor, Alfa Hor) je nejjasnější hvězda v souhvězdí Hodin se zdánlivou hvězdnou velikostí 3,846m. Na základě změřené paralaxy 27,721 mas (při pohledu ze Země) se nachází ve vzdálenosti 118 světelných let (36 parseků). Hvězda se od Slunce vzdaluje radiální rychlostí +21,6 km/s.
Podle spektrální klasifikace K2 III se jedná o vyvinutou obří hvězdu třídy K. To znamená, že spotřebovala vodík ve svém jádře a vzdálila se od hlavní posloupnosti, přičemž se její vnější obálka ochlazuje a rozpíná. Hmotnost hvězdy se odhaduje na 1,41násobek hmotnosti Slunce a její fotosféra vyzařuje 38násobek svítivosti Slunce při efektivní teplotě 4 695 K. Stáří hvězdy se odhaduje na 3,56 miliardy let, takže se zvětšila na přibližně desetinásobek průměru Slunce a většinu svého života strávila jako bílá hvězda hlavní posloupnosti.